# Lichenophanes weissi
Lichenophanes weissi is een keversoort uit de familie boorkevers (Bostrichidae). De wetenschappelijke naam van de soort is voor het eerst geldig gepubliceerd in 1908 door Lesne.